# Нирци
Нирци (Mergus), са сравнително дребни птици от семейство Патицови (Anatidae), разред Гъскоподобни (Anseriformes). Тежи между 0,4 и 3 кг. Имат изразен полов диморфизъм. Плуват и се гмуркат добре. Типична черта за рода е по-тясната човка, приспособена за улов на дребни рибки и дребни водни животни.

## Разпространение
Гнездят основно в хладни области в близост до полярния кръг. Прелетни птици, зимуват в обастите с умерен и тропичен климат. Като цяло предпочитат соленоводните басейни. В България се срещат следните 4 предимно зимуващи вида:
- Mergus albellus -- Малък нирец
- Mergus cucullatus -- Американски нирец
- Mergus merganser Linnaeus, 1758 -- Голям нирец
- Mergus serrator Linnaeus, 1758 -- Среден нирец

## Начин на живот и хранене
Хранят се предимно с животинска храна, дребни риби (до 6 см дължина), водни насекоми, ракообразни, червеи, дребни земноводни и съвсем малко количесто водни растения. По време на хранене се гмуркат до 30 метра дълбочина и прекарва под водата до половин-една минута (средно 15 секунди).

## Размножаване
Моногамна птица. Гнездят най-често в дупки и цепнатини по дърветата, скалите и земята, но някои видове предпочитат да правят гнездото си направо на земята, подобно на мнозинството представители на семейство Патицови. Снасят 4-14 яйца. Мъти само женската в продължение на 29-35 дни. Малките се излюпват достатъчно развити за да могат да се придвижват и хранят сами, напускат гнездото на първия или втория ден.

## Допълнителни сведения
Всички видове от род Нирци са защитени на територията на България.

## Списък на видовете
- род Mergus
  - Mergus australis Hombron & Jacquinot, 1841
  - Mergus cucullatus -- Американски нирец (отделян в род Lophodytes, като Lophodytes cucullatus (Linnaeus, 1758))
  - Mergus merganser Linnaeus, 1758 -- Голям нирец
  - Mergus octosetaceus Vieillot, 1817
  - Mergus serrator Linnaeus, 1758 -- Среден нирец
  - Mergus squamatus Gould, 1864